# Yigrem Demelash
Yigrem Demelash, född 26 januari 1994, är en etiopisk långdistanslöpare.
Demelash tävlade för Etiopien vid olympiska sommarspelen 2016 i Rio de Janeiro, där han slutade på fjärdeplats på 10 000 meter.